# Erstatningsansvarsloven
Erstatningsansvarsloven (forkortet EAL), formelt Lov om erstatningsansvar, er en dansk lov, der regulerer visse forhold omkring erstatningsansvar, særligt omkring udmålingen af erstatningskravet. Den første lov blev vedtaget i 1984.
Loven bestemmer ikke hvornår man kan drage en skadevolder til ansvar ved at rejse et erstatningskrav. Reglerne i erstatningsansvarsloven forudsætter blot at de almindelige betingelser for erstatningsansvar er til stede.
Loven fastslår, at det er muligt at kræve erstatning for to kategorier af skader:
- Personskade: Udgifter til behandling, svie og smerte, varige mén, tab af erhvervsevne samt dødsfald
- Økonomiske skader: Tabt arbejdsfortjeneste og skader på ejendele.

Erstatningsansvarsloven fastlægger desuden hvordan kravene om erstatning skal udmåles, ligesom den indeholder nogle bestemmelser om nedsættelse eller bortfald af erstatningsansvar. Loven er ændret i 1997, hvor vilkår for umyndige og sindssyge personers erstatningsansvar er indføjet samt i 2001, hvor der blev lavet en række ændringer i loven, som forbedrer den skadedes retsstilling. I 2003 blev der givet mulighed for at tilkende godtgørelse til efterladte til ofre, der er døde som følge af grov uagtsomhed eller fortsætlige handlinger.
Af EAL § 20 fremgår det, at staten og kommunerne er selvforsikrer.